# Nova dežela
Nôva dežêla, tudi Nôva zêmlja (rusko Но́вая Земля́) je otočje v Arktičnem oceanu na severu Rusije in z rtom Želanija skrajni severovzhod Evrope. Upravno je kot Otoško ozemlje Nova dežela del Arhangelske oblasti. Leta 2002 je imelo 2716 prebivalcev, od tega 2622 v urbanem naselju Belušja Guba, ki je upravno središče okrožja Nova dežela.
Otočje obsega okrog 90.650 km² in ločuje Barentsovo morje (Willem Barents je na Novi deželi umrl) od Karskega morja. Sestavljata ga dva glavna otoka: (Severni in Južni), med katerima poteka ozek Matočkinov preliv, ter vrsta manjših.
Površje je zelo gorato, saj je geološko Nova Zemlja nadaljevanje Urala. Od kopnega jo ločuje Karski preliv. Najvišji vrh doseže 1070 m. Severni otok je pokrit z ledeniško kapo, južni pa s tundro. Naravna bogastva so baker, svinec in cink. 
Prebivalstvo otočja je skromno. Domorodci so Nenci (približno sto - so uralsko samojedsko ljudstvo, sorodno z Madžari, Finci, Estonci in Laponci), Rusi pa poznajo otočje od 11. ali 12. stoletja, ko so novgorodski trgovci obiskali to območje. Zahodni Evropejci so ga odkrili v 16. stoletju, ko so iskali severovzhodni prehod. Prvi ga je leta 1553 obiskal Hugh Willoughby, Willem Barents pa je leta 1596 obplul severni rt otočja in prezimil na vzhodni obali v bližini rta. Med tem potovanjem so kartirali zahodno obalo otoka.
Na otoku so od sredine 50. let 20. stoletja izvajali jedrske poskuse, ki so trajali večino obdobja hladne vojne. Ko se je za to po Glasnosti leta 1989 razvedelo, so aktivisti Greenpeacea leto kasneje protestirali. Tega leta je bila na Novi zemlji in obenem v Rusiji zadnja jedrska eksplozija.